# Sanatoriums du plateau d'Assy
Les sanatoriums du plateau d'Assy sont des sanatoriums ou des établissements spécialisés dans le traitement de la tuberculose et de certaines maladies pulmonaires infectieuses chroniques, installés au début du XXe siècle au plateau d'Assy, à Praz Coutant et Plaine Joux, en Haute-Savoie, sur la commune de Passy.

## Géographie
Les sanatoriums ont été implantés sur le plateau d'Assy, qui domine la vallée de l'Arve, sur le territoire de la commune de Passy, dans le département de la Haute-Savoie.
Le choix du plateau tient à son exposition plein sud et à sa situation à l'abri du vent. En effet, d'après l'état des recherches au début des années 1920, l'air et l'altitude des montagnes avaient des propriétés thérapeutiques. La mission Rockfeller opte pour le plateau d'Assy puisque son altitude s'établit entre 1 000  et   1 350 mètres, soit au-dessus du brouillard, et qu'il bénéficie d'un air sec, d'un bel ensoleillement, de terrains étendus sur plus de cinq kilomètres, d'une alimentation abondante en eau potable, d'un site isolé des habitations, avec une belle vue, mais aussi à proximité d'un axe de communication ferroviaire (ligne de La Roche-sur-Foron à Saint-Gervais-les-Bains-Le Fayet),.
Dès 1950, l'utilisation des antibiotiques a permis de vaincre la tuberculose. Aujourd'hui, les propriétés bénéfiques qui étaient attribuées à l'air des montagnes entrent en conflit avec la mobilité touristique, c'est-à-dire les nuisances et la pollution, dans des espaces autrefois recherchés pour la détente et la pure nature.

## Histoire
Au début du XXe siècle, à  la suite de la Première Guerre mondiale, la tuberculose frappe l'Europe en masse. La France est le pays le plus touché avec 90 000 décès par an. Il faudra attendre 1916 et 1919 pour voir la création de deux lois : la loi Bourgeois, mettant en place les dispensaires d'hygiène sociale et de préservation anti-tuberculeuse, ainsi que la loi Honnorat, instituant les sanatoriums afin de traiter la tuberculose.
Afin d'aider à l'ouverture de ces établissements, la France accepte l'aide de la Commission américaine de préservation contre la tuberculose en France, ou mission Rockfeller. Les médecins hauts-savoyards Laffin et Bonnefoy recommandent l'installation au plateau d'Assy au cours de l'année 1921. Au printemps de l'année suivante, sur les conseils du maire de Passy, la mission Rockfeller décide d'acheter le terrain des hauts plateaux d'Assy. Ce projet est toutefois combattu par la population locale, les acteurs du tourisme ou encore le conseil général de la Haute-Savoie.
Le plan de développement précède la création d'une association philanthropique des villages-sanatoriums de haute altitude (AVSHA), fondée le 22 juin 1922,. L'objectif est de créer un « complexe national de cure ».
L'ouverture du sanatorium de Praz-Coutant en 1926 marque le début du plateau d'Assy. Ensuite viennent les sanatoriums du Grand Hôtel du Mont-Blanc (1929), de Sancellemoz (1931), du Roc des Fiz (destiné aux enfants, 1932), de Guébriant (réservé au femmes, 1933) et Martel de Janville (1936, population militaire). En tout, ce sont une douzaine d'établissements qui s'implantent dans les environs, associés à des structures plus modestes (cliniques), notamment dans le nouveau village d'Assy,. L'ensemble compte 2 000 lits auxquels s'ajoutent une vingtaine d'hôtels et « près de deux cents résidences secondaires et appartements meublés ». Le plateau d'Assy est considéré comme une station de premier ordre au plan international pour la lutte contre la tuberculose, cause nationale à la fin de la Seconde Guerre mondiale.
La fréquentation de ces sites amène à la création d'une paroisse et la construction d'une nouvelle église, Notre-Dame-de-Toute-Grâce, réalisée par l'architecte savoyard Maurice Novarina.

## Les établissements
La commune de Passy accueille 23 établissements sanatoriaux.

### Praz-Coutant

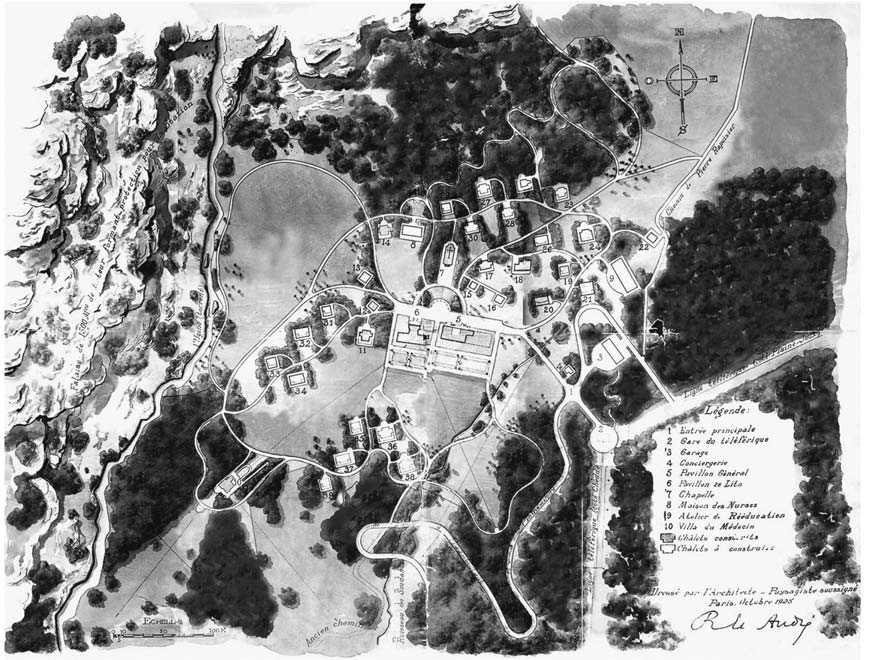
Sanatorium de Praz-Coutant, aquarelle de l'architecte paysagiste René Édouard André, 1925.

Le sanatorium de Praz-Coutant (du lieu-dit du même nom) appartient à la fondation des villages de santé et d'hospitalisation en haute altitude et a été transformé en centre d'hémato-cancérologie. L'édifice reçoit le label architecture contemporaine remarquable en 2003.

### Roc des Fiz
Ouvert en mars 1932, le sanatorium du Roc des Fiz est un ouvrage du duo d'architectes Le Même - Abraham. Il se destine aux enfants et adolescents. Il comporte 20 berceaux pour enfants de 0 à 4 ans et 180 lits pour garçons de 5 à 14 ans et filles de 5 à 16 ans.
Le complexe est situé juste au pied d'une formation rocheuse de la chaîne des Fiz. Un bâtiment central accueille les services généraux et les malades alités. Il est flanqué de pavillons pour les dortoirs des malades ambulatoires, garçons à l'ouest et filles à l'est. Les bâtiments, en béton armé, sont reliés entre eux par des galeries couvertes et chauffées.
Dans la nuit du 15 au 16 avril 1970, un glissement de terrain emporte les pavillons ouest, faisant 72 morts dont 56 enfants. Le sanatorium n'a pas rouvert ; les bâtiments encore debout ont par la suite été détruits.

### Guébriant
Le sanatorium est l'œuvre du duo d'architectes Le Même - Abraham (1932-1933). Le décor de fresques de la chapelle a été confié au peintre et poète mexicain Angel Zarraga.
Il est d'abord nommé sanatorium La Clairière en référence au terrain encerclé de forêts sur lequel il est bâti, avant de recevoir le nom du comte de Guébriant, président de l'AVSHA décédé peu avant l'ouverture de l'établissement.
Édifice destiné aux femmes, il est construit de la même manière que celui du Roc des Fiz.
En 1970, le sanatorium Guébriant cesse son activité.
Cédé au conseil général du Val de Marne qui le transforme en centre de vacances, l'édifice reçoit le label architecture contemporaine remarquable en 2003.

### Martel de Janville
Le sanatorium de Martel de Janville est conçu pour fonctionner en autonomie, il abrite à la fois tous les malades, le personnel et les services généraux.
Sanatorium ouvert aux officiers et sous-officiers de l'armée, il a bénéficié d'un important don de la part de la comtesse Geoffroy Martel de Janville, dont il porte le nom.
Le plan du sanatorium Martin de Janville est construit en forme de T avec, pour le corps principal, une façade sud longue de 120 mètres et une aile nord implantée perpendiculairement au corps principal.
Le corps principal est majoritairement utilisé pour les chambres des malades tandis que les parties est et ouest sont réservées aux sections des officiers et sous-officiers. Les deux parties ne s'élèvent pas à la même hauteur, dix étages à l'ouest et sept seulement à l'est, ce qui permet de ne pas obstruer la vue sur le Mont-Blanc depuis le sanatorium de Praz-Coutant situé au nord-est de celui de Martel de Janville. Dans le corps principal se trouvent des services administratifs tels que le bureau du médecin-directeur, le bureau du gestionnaire, la comptabilité, le bureau de poste, etc. Mais on y trouve aussi de vastes espaces de vie comme une salle à manger, une salle de repos ou encore une bibliothèque formant deux sections séparées par une cloison qui peut se replier pour former une grande salle utilisée pour des évènements devant réunir tous les malades.

### Plaine Joux
Victime de la crise boursière de 1929, ce projet ne sera jamais abouti. Il aura tout de même révolutionné le monde des sanatoriums par son programme et ses solutions proposés, notamment les façades en gradins et les chambres en oblique, que l'on retrouvera dans les bâtiments suivants.
Le guide Michelin de 1937 mentionne exclusivement ce sanatorium au titre de la commune de Passy.

## Architecture
Les architectes ayant construit les sanatoriums du plateau d'Assy, c'est-à-dire Pol Abraham, Henry Jacques Le Même ou encore Lucien Bechmann, sont tous proches du mouvement moderne et adeptes du béton armé.
Les formes architecturales sont empruntées à des réalisations du type hôtelier et à des types pseudo-régionaux, mais elles se sont adaptées au terrain montagnard, aux pentes, aux conditions climatiques et elles ont évolué vers des fonctions plus cliniques.
Ces évolutions ont intégré les questions d'isolation, d'aération, mais également la construction de balcons destinés aux bains d'air, de dispositifs en terrasses pour l'héliothérapie ou encore des façades en gradin.
Les édifices suivants ont été labellisés « Patrimoine du xxe siècle » pour la Haute-Savoie :
- Sanatorium de Guébriant, en mars 2003[10] ;
- Sanatorium de Praz-Coutant, en mars 2003[8] ;
- Sanatorium Martel de Janville, en mars 2003  Inscrit MH (2008)

## Situation actuelle
En 2014, le sanatorium du Mont-Blanc ferme ses portes.
Les anciens sanatoriums Guébriant et Martel de Janville ont chacun bénéficié d’un projet de reconversion réussi, ayant permis de conserver les bâtiments.
En 1971, le sanatorium de Guébriant est racheté par le Conseil général du Val-de-Marne. Il devient un centre de vacances en 1973. Disposant d'une capacité de 400 lits, il reçoit en été et en hiver des familles ou des écoles du Val-de-Marne. Le plateau de Plaine-Joux, équipé d'un téléski depuis 1960 et situé à quelques centaines de mètres de l'établissement, permet aux vacanciers de pratiquer le ski. La proximité de la vallée de Chamonix et du massif du Mont-Blanc procurent également une forte attractivité au centre de vacances.
Désaffecté en 2006, l'ancien sanatorium Martel de Janville a depuis été reconverti en logements collectifs. Le projet était très compliqué étant donné qu'il a fallu remettre le bâtiment dans les normes, et l'adapter à un nouveau programme tout en gardant les caractéristiques de l'architecture du sanatorium. La reconversion de l'ancien sanatorium Martel de Janville est importante car elle a permis la conservation de l'architecture sanatoriale.
Le sanatorium de Sancellemoz est quant à lui devenu un établissement de soins de suite et de réadaptation.

### Exposition
- « Besoin d'air... des sanatoriums à Passy », au CAUE 74, septembre 2012.

### Sources historiques et culturelles locales
1. ↑  Site de Passy Culture, p. Article BT, « La découverte des « Hauts Plateaux » de Passy par la mission Rockefeller ».